# Hoi Ha Wan
Hoi Ha Wan (kinesiska: 海下灣, 海下湾) är en vik i Hongkong (Kina). Den ligger i den nordöstra delen av Hongkong.